# Sophie Wilmès
Sophie Wilmès (em francês: [wilmɛːs]; Ixelles, 15 de janeiro de 1975) é uma política belga que serviu como primeira-ministra da Bélgica entre 2019 e 2020. Ela foi a primeira mulher a ser chefe de governo da Bélgica e anteriormente ocupou o cargo de chefe de governo interino até formar um governo permanente em março de 2020.
Em 1 de outubro de 2015, Wilmès foi selecionada para suceder Hervé Jamar como Ministra do Orçamento no Governo Michel I. Em 27 de outubro de 2019, ela se tornou a primeira primeira-ministra da história da Bélgica, sucedendo a Charles Michel.
Em 1 de outubro de 2020, Wilmès foi sucedida no cargo de primeiro-ministro por Alexander De Croo.